# Edward Kennett
Edward David Kennett, także Eddie Kennett (ur. 28 sierpnia 1986 w Hastings) – brytyjski żużlowiec, występujący również na długim torze i na trawie.

## Życiorys

### Kariera sportowa
Na torach żużlowych ściga się od 2001 roku. Dwukrotny finalista indywidualnych mistrzostw świata (Wiener Neustadt 2005 – VIII miejsce, Ostrów Wielkopolski 2007 – XI miejsce). Finalista drużynowego Pucharu Świata (Leszno 2007 – IV miejsce).
Trzykrotny uczestnik eliminacyjnych turniejów o Grand Prix Wielkiej Brytanii (jako zawodnik z "dziką kartą"): 2005 (XVII miejsce), 2008 (XIII miejsce) oraz 2009 (XIV miejsce).
Czterokrotny medalista młodzieżowych indywidualnych mistrzostw Anglii (złoty – 2005, 2007 oraz brązowy – 2003, 2004), dwukrotny indywidualny wicemistrz Anglii (2008, 2009).
Od 2007 r. startuje w rozgrywkach z cyklu drużynowych mistrzostw Polski, reprezentując kluby Włókniarza Częstochowa (2007–2008), GTŻ Grudziądz (2009–2010), Unii Leszno (2011) oraz Unibaksu Toruń (2013).

### Życie prywatne
Syn Dave’a Kennetta oraz bratanek Gordona Kennetta i Briana Kennetta, również żużlowców.